# Cimokinė II
Cimokinė II este o arie protejată (sit de importanță comunitară — SCI) din Lituania întinsă pe o suprafață de 1.244,15 ha, integral pe uscat.

## Localizare
Centrul sitului Cimokinė II este situat la coordonatele 53°59′14″N 24°08′26″E / 53.9873°N 24.1406°E.

## Înființare
Situl Cimokinė II a fost declarat sit de importanță comunitară în iulie 2022 pentru a proteja un număr necunoscut de specii din flora spontană și fauna sălbatică aflate în arealul zonei.

## Biodiversitate
Situată în ecoregiunea boreală, aria protejată conține 4 habitate naturale: Taiga vestică, Păduri caducifoliate de mlaștină fino-scandinave, Mlaștini împădurite, Păduri aluvionare cu Alnus glutinosa și Fraxinus excelsior (Alno-Padion, Alnion incanae, Salicion albae).
La baza desemnării sitului se află un număr nedeclarat de specii protejate.
Pe lângă speciile protejate, pe teritoriul sitului au mai fost identificate 1 specie de păsări, 1 specie de nevertebrate.